# Час у Канаді

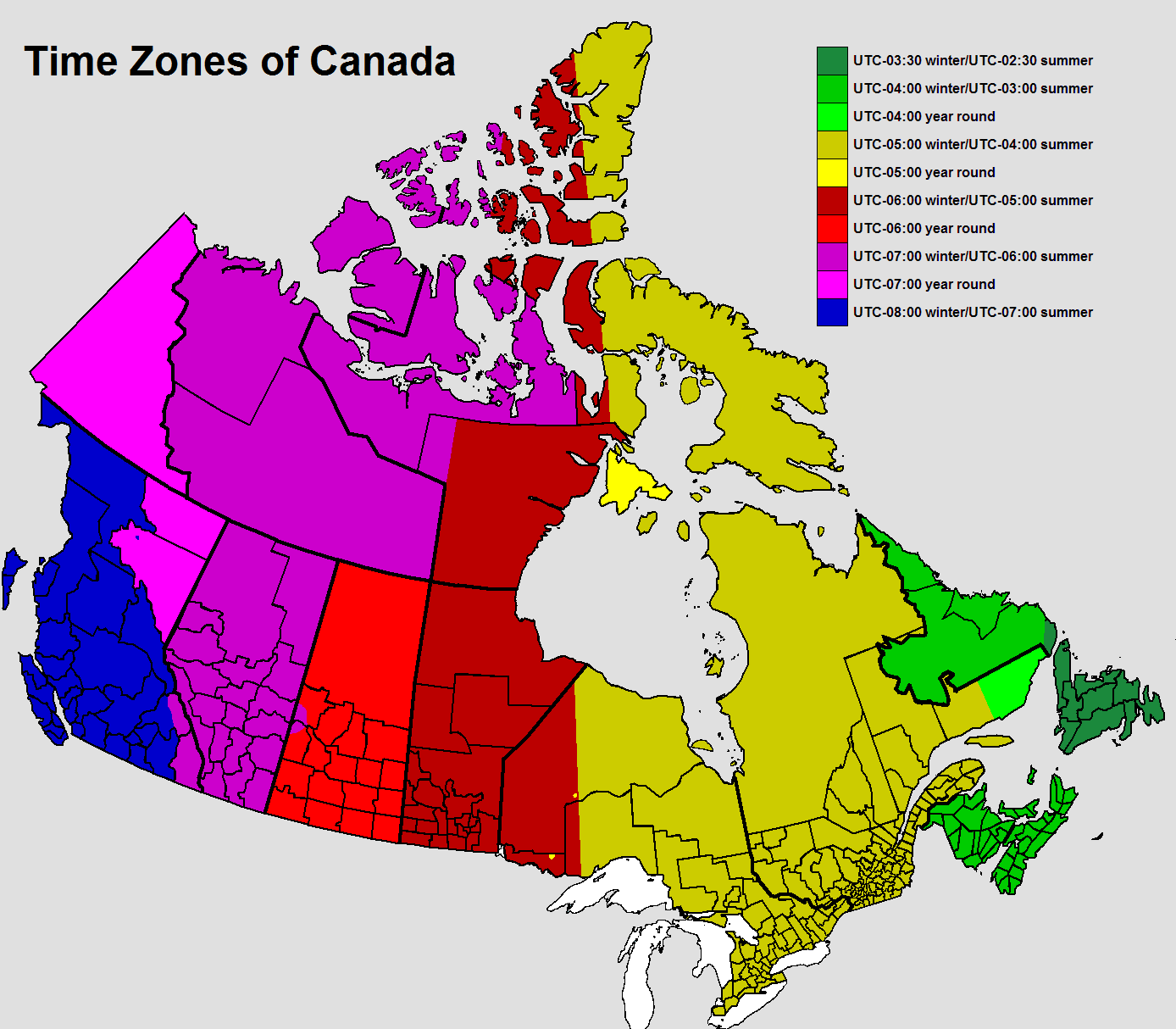
Часові пояси Канади

Територія Канади поділена на шість часових зон: тихоокеанський час (UTC-8), гірський час (UTC-7), центральний час (UTC-6), східний час (UTC-5), атлантичний час (UTC-4), ньюфаундлендський час (UTC-3:30). На більшій частині території країни використовується літній час — з другої неділі березня до першої неділі листопада.

## Розташування території Канади відносно міжнародної системи часових поясів
Крайні точки території Канади:
- східна 52°37' W
- західна 141°00' W

Це означає, що територія країни географічно знаходиться в шести часових поясах - з п'ятнадцятого до двадцятого включно.

## Стандартний час
Стандартний час у Канаді в цілому відповідає географічному розташування країни, проте значні території (третина провінції Онтаріо, Саскачеван, захід Британської Колумбії, більша частина Північно-Західних Територій) використовують час, зрушений на годину вперед відносно поясного, Юкону - на дві, острів Ньюфаундленд - на півгодини, схід Нунавуту - на годину позаду.
| Провінція                  | Часовий пояс | Стандартний час | Літній час          | Примітки |
| Юкон                       | 15           | UTC-7           | не використовується | до 2020 року діяв час UTC-8 з переходом на літній час |
| Британська Колумбія        | 15, 16       | UTC-8           | UTC-7               | Довсон-Крік та Крестон UTC-7 цілорічно, Кранбрук UTC-7 з переходом на літній час                                                                                     |
| Північно-Західні Території | 16, 17       | UTC-7           | UTC-6               | |
| Альберта                   | 16, 17       | UTC-7           | UTC-6               | |
| Саскачеван                 | 17           | UTC-6           | не використовується | Ллойдмінстер UTC-7 з переходом на літній час, Крейтон (неофіційно) UTC-6 з переходом на літній час                                                                   |
| Манітоба                   | 17,18        | UTC-6           | UTC-5               | |
| Онтаріо                    | 18,19        | UTC-5           | UTC-4               | Рейні-Рівер UTC-6 з переходом на літній час, Атікокан UTC-5 цілорічно                                                                                                |
| Квебек                     | 19,20        | UTC-5           | UTC-4               | Територія на схід від 63° зх.д. UTC-4 цілорічно |
| Нью-Брансвік               | 20           | UTC-4           | UTC-3               | |
| Нова-Шотландія             | 20           | UTC-4           | UTC-3               | |
| Острів Принца Едуарда      | 20           | UTC-4           | UTC-3               | |
| Ньюфаундленд і Лабрадор    | 20           | UTC-3:30        | UTC-2:30            | півострів Лабрадор UTC-4 з переходом на літній час |
| Нунавут                    | 16-20        | UTC-5           | UTC-4               | Території на захід від 102° зх.д. UTC-7 з переходом на літній час, території між 102° і 85° зх.д. UTC-6 з переходом на літній час, острів Саутгемтон UTC-5 цілорічно |
| -------------------------- | ------------ | --------------- | ------------------- | --- |

## Літній час
Літній час вводиться на більшій частині території Канади, за винятком провінції Саскачеван (майже повністю), території Юкон, невеликих територій у Квебеку, Онтаріо, Британській Колумбії та Нунавуті. Літній час вводиться другої неділі березня о 2 годині ночі за стандартним часом у кожній зоні, скасовується першої неділі листопада о 2 годині за літнім часом.
| Прапор Канади | Це незавершена стаття про Канаду. Ви можете допомогти проєкту, виправивши або дописавши її. |